# Trapetsmetoden
Trapetsmetoden (ej att förväxla med trapetsregeln) är en numerisk metod för att lösa ordinära differentialekvationer som är begynnelsevärdesproblem. Trapetsmetoden är en implicit metod.

## Metod
Givet en differentialekvation,
{\displaystyle {\frac {dy}{dt}}=f(t,y),\quad y(t_{0})=y_{0},}
så uttrycks trapetsmetoden som
{\displaystyle y_{i+1}=y_{i}+h{\frac {f(t_{i},y_{i})+f(t_{i+1},y_{i+1})}{2}},\quad {t_{i+1}=t_{i}+h},}
Där {\displaystyle y_{n}\approx y(t_{n})} för {\displaystyle n>0}. Trapetsmetoden är implicit eftersom vi måste lösa ekvationen för {\displaystyle y_{i+1}}, till exempel genom Newtons metod, eller Eulers metod,om {\displaystyle f(t,y)} är icke-linjär i {\displaystyle y}.

## Motivering
Om vi integrerar differentialekvationen från {\displaystyle t_{n}} till {\displaystyle t_{n+1}} får vi (enligt insättningsformeln)
{\displaystyle y(t_{n+1})-y(t_{n})=\int _{t_{n}}^{t_{n+1}}f(t,y(t))\,\mathrm {d} t.}
Denna integral kan approximeras med trapetsregeln,
{\displaystyle \int _{t_{n}}^{t_{n+1}}f(t,y(t))\,\mathrm {d} t\approx h{\frac {f(t_{n},y(t_{n}))+f(t_{n+1},y(t_{n+1}))}{2}},}
vilket tillsammans med {\displaystyle y_{n}\approx y(t_{n})} och {\displaystyle y_{n+1}\approx y(t_{n+1})} ger trapetsmetoden,
{\displaystyle y_{i+1}=y_{i}+h{\frac {f(t_{i},y_{i})+f(t_{i+1},y_{i+1})}{2}},\quad {t_{i+1}=t_{i}+h},}